# Дипалладийиндий
Дипалладийиндий — бинарное неорганическое соединение
палладия и индия
с формулой InPd2,
кристаллы.

## Получение
- Сплавление стехиометрических количеств чистых веществ:

{\displaystyle {\mathsf {2Pd+In\ {\xrightarrow {1323^{o}C}}\ InPd_{2}}}}

## Физические свойства
Дипалладийиндий образует кристаллы (низкотемпературная модификация)
ромбической сингонии,
пространственная группа P bnm,
параметры ячейки a = 0,561676 нм, b = 0,421710 нм, c = 0,82278 нм, Z = 4,
структура типа силицида дикобальта Co2Si
.
Соединение конгруэнтно плавится при температуре 1323°C (1333°C)
и при 935°C распадается на InPd и α-InPd2 по эвтектоидной реакции.
Низкотемпературная модификация α-InPd2 образуется по перитектоидной реакции при 1066°C из β-InPd2 и InPd3.